# Federación Democrática Internacional de Mujeres
Federación Democrática Internacional de Mujeres (FDIM) es una organización internacional que trabaja por los derechos de las mujeres. Fundada en 1945, su periodo de más actividad fue durante la Guerra Fría, cuando era "la organización internacional de mujeres más grande y probablemente más influyente de la era posterior a 1945". Tras la disolución de la Unión Soviética en 1991, su sede se trasladó de Berlín a París. En 2002, con la elección de Márcia Campos como presidenta, la oficina se trasladó a Brasilia. Posteriormente, en 2007, la secretaría de la FDIM se ubicó en São Paulo. Desde 2016, la presidenta ha sido Lorena Peña de El Salvador y la sede mundial se ha ubicado en San Salvador.
La FDIM fue fundada en París en 1945 como una organización antifascista con la intención de involucrar a las mujeres en los esfuerzos para prevenir la guerra y combatir la ideología racista y sexista de los regímenes fascistas. En su conferencia organizativa, Eugénie Cotton fue elegida presidenta y los objetivos de la organización fueron definidos como promover la participación activa en la lucha contra el fascismo y en favor de la paz mundial, en la protección de la salud pública con especial atención al bienestar infantil, en la mejora de la situación de los derechos de las mujeres y en la construcción de amistades internacionalistas entre mujeres.
Durante la era de la Guerra Fría, fue descrita en archivos recuperados del FBI como de tendencia comunista y prosoviética. El Día Internacional para la Protección de los Niños, observado desde 1950 en muchos países como el Día del Niño el 1 de junio, fue establecido por iniciativa de una campaña de la FDIM realizada en 1949. En 1951, la organización fue prohibida por las autoridades francesas y se reubicó en Berlín Oriental. Otras organizaciones internacionales de mujeres comenzaron a preocuparse de que la FDIM usara los llamamientos para promover la participación en los derechos de las mujeres y la maternidad como propaganda para aumentar el sentimiento antiamericano y promover el comunismo. En varios puntos de su historia, la FDIM gozó de estatus consultivo en el Consejo Económico y Social de las Naciones Unidas (ECOSOC). Fue como resultado de las propuestas de los representantes de la FDIM en la Comisión de la Condición Jurídica y Social de la Mujer (CSW) que las Naciones Unidas declararon 1975 como el Año Internacional de la Mujer.

## Historia

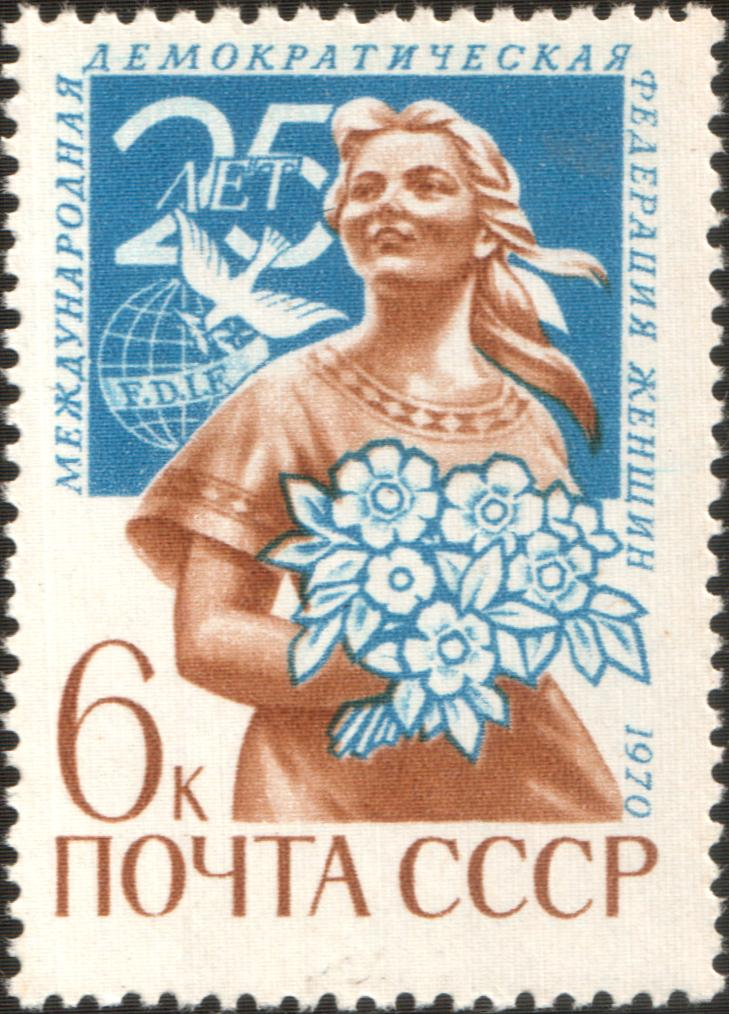
Sello postal soviético de 1970, dedicado al 25 aniversario de la federación

La FDIM surge a partir del Primer Congreso Mundial de Mujeres que se inaugura en París el 26 de noviembre de 1945 con la participación de delegadas de 41 países. Entre ellas había luchadoras antifascistas, mujeres que habían estado presas en los campos de concentración, viudas y mujeres que habían perdido a sus hijos durante la Segunda Guerra Mundial y en general mujeres a sumar energía para el avance del progreso social, la democracia y la independencia nacional.
El primer programa de la FDIM adoptado por la conferencia Mundial fue el llamamiento a las mujeres por la conquista, aplicación y defensa de los derechos de la mujer como madre, trabajadora y ciudadana; por la defensa de los derechos de todos los niños a la vida, al bienestar y la instrucción; por la conquista y salvaguardia de la independencia nacional y las libertades; por la eliminación del apartheid, la discriminación racial y el fascismo; por la paz y el desarme universal. 
La primera presidenta electa fue la científica francesa Eugenia Cotton (1881 - 1967).